# Segunda Categoría de Morona Santiago
El Campeonato Provincial de la Segunda Categoría de Morona Santiago es un torneo oficial de fútbol de ascenso en la provincia del Morona Santiago. Es organizado anualmente por la Asociación de Fútbol No Amateur de Morona Santiago (AFNAMS). El Campeón clasifica al torneo de Ascenso Nacional por el ascenso a la Serie B, además clasificará a la primera fase de la Copa Ecuador.

## Estructura de ascenso

### Sistema de campeonato actual
El torneo provincial de Morona Santiago actualmente tiene a tres clubes que disputarán un cupo para los play-offs y la Copa Ecuador. El torneo se compone de dos etapas. La primera etapa consistirá en un formato de todos contra todos en un total de 6 fechas, la segunda etapa de igual manera será todos contra todos en 6 fechas, para definir el campeón y clasificado a fase nacional, el mejor posicionado de la tabla acumulada será acreedor a dichos premios.

## Palmarés
| Temporada | Campeón                    | Subcampeón                 |
| --------- | -------------------------- | -------------------------- |
| 2007      | Deportivo Morona (1)       | Liga Deportiva Juvenil (1) |
| 2008      | Deportivo Morona (2)       | Liga Deportiva Juvenil (2) |
| 2009      | Deportivo Morona (3)       | Deportivo Sucúa (1)        |
| 2010      | No se disputó              | No se disputó              |
| 2011      | Deportivo Macas (1)        | Deportivo Oriente (1)      |
| 2012      | No se disputó              | No se disputó              |
| 2013      | Municipal Sucúa (1)        | Deportivo Sucúa (1)        |
| 2014      | Liga Deportiva Juvenil (1) | Municipal Sucúa (1)        |
| 2015      | Deportivo Sucúa (1)        | Estudiantes del Cenepa (1) |
| 2016      | No se disputó              | No se disputó              |
| 2017      | Deportivo Morona (4)       | Municipal Sucúa (2)        |
| 2018      | Deportivo Morona (5)       | Liga Deportiva Juvenil (3) |
| 2019      | Deportivo Morona (6)       | Liga Deportiva Juvenil (4) |
| 2020      | Liga Deportiva Juvenil (2) | F.C. Yukias (1)            |
| 2021      | F.C. Yukias (1)            | Liga de Macas (5)          |
| 2022      | No se disputó              | No se disputó              |
| 2023      | Sangay F.C. (1)            | Liga de Macas (6)          |
| 2024      | Liga de Macas (3)          | Vicentino Dragons S.C. (1) |

## Estadísticas por equipo

### Campeonatos
| Equipo                 | Títulos | Subtítulos | Temporadas campeón                 | Temporadas subcampeón              |
| ---------------------- | ------- | ---------- | ---------------------------------- | ---------------------------------- |
| Deportivo Morona       | 6       | 0          | 2007, 2008, 2009, 2017, 2018, 2019 |                                    |
| Liga de Macas          | 3       | 6          | 2014, 2020, 2024                   | 2007, 2008, 2018, 2019, 2022, 2023 |
| Municipal Sucúa        | 1       | 1          | 2013                               | 2014                               |
| Deportivo Sucúa        | 1       | 2          | 2015                               | 2009, 2013                         |
| F.C. Yukias            | 1       | 1          | 2021                               | 2020                               |
| Deportivo Macas        | 1       | 0          | 2011                               |                                    |
| Sangay F.C.            | 1       | 0          | 2023                               |                                    |
| Deportivo Oriente      | 0       | 1          |                                    | 2011                               |
| Estudiantes del Cenepa | 0       | 1          |                                    | 2015                               |
| Vicentino Dragons S.C. | 0       | 1          |                                    | 2024                               |

### Estadísticas por Cantón
| Cantón     |    | Títulos                                                                                    |   | Subtítulos                                              |
| ---------- | -- | ------------------------------------------------------------------------------------------ | - | ------------------------------------------------------- |
| Morona     | 12 | Deportivo Morona (6) Liga de Macas (3) Deportivo Macas (1) F.C. Yukias (1) Sangay F.C. (1) | 8 | Liga de Macas (6) F.C. Yukias (1) Deportivo Oriente (1) |
| Sucúa      | 2  | Municipal Sucúa (1) Deportivo Sucúa (1)                                                    | 3 | Deportivo Sucúa (2) Municipal Sucúa (1)                 |
| Gualaquiza | 0  |                                                                                            | 1 | Estudiantes del Cenepa (1)                              |
| Palora     | 0  |                                                                                            | 1 | Vicentino Dragons S.C. (1)                              |